# Illa de Tabarca
Illa de Tabarca este o arie protejată (sit de importanță comunitară — SCI, arie de protecție specială avifaunistică — SPA) din Spania întinsă pe o suprafață de 43,48 ha, integral pe uscat.

## Localizare
Centrul sitului Illa de Tabarca este situat la coordonatele 38°09′53″N 0°28′29″W / 38.1648°N 0.4747°V.

## Înființare
Situl Illa de Tabarca a fost declarat arie de protecție specială avifaunistică în iunie 2009 pentru a proteja 5 specii de animale. Situl a fost protejat și ca sit de importanță comunitară în decembrie 1997.

## Biodiversitate
Situată în ecoregiunea mediteraneană, aria protejată conține 10 habitate naturale: Dune de pe litoral fixate cu Crucianellion maritimae, Dune mobile cu vegetație embrionară, Salicornia și alte specii anuale care populează regiunile mlăștinoase și nisipoase, Vegetație anuală la limita mareei, Stepe sărăturate mediteraneene (Limonietalia), Dune mobile de-a lungul țărmului cu Ammophila arenaria („dune albe”), Pășuni mediteraneene udate de apa mării (Juncetalia maritimi), Tufărișuri halofile mediteraneene și termo-atlantice (Sarcocornetea fruticosi), Tufărișuri termo-mediteraneene și de pre-deșert, Faleze cu vegetație de Limonium spp. endemic de pe coastele mediteraneene.
La baza desemnării sitului se află mai multe specii protejate de  păsări (5): ciocârlie-cu-degete-scurte (Calandrella brachydactyla), prundăraș de sărătură (Charadrius alexandrinus), Galerida theklae, Hydrobates pelagicus, Phalacrocorax aristotelis desmarestii